# Equilor Befektetési Zrt
Az Equilor Befektetési Zrt. (Equilor) magyar tulajdonban lévő, 1990 óta működő befektetési szolgáltató. Befektetési banki szolgáltatásokat, tőzsdei és devizapiaci kereskedést, online tőkepiaci kereskedést, valamint vállalati pénzügyi tanácsadást nyújt ügyfeleinek.

## Története
Az Equilor Befektetési Zrt. Rotter és Társai Rt. néven alakult 1990. május 7-én. Horváth Zsolt, a Rotter és Társai Rt. első vezérigazgatója (a Budapesti Értéktőzsde későbbi vezérigazgatója) írta alá a cég alapító okiratát. A társaság alapítása után pár héttel többedmagával megalapította a Budapesti Értéktőzsdét. 1991-től Confides néven, majd 1995-től Equilor Befektetési Zrt. néven működik.
Az Equilor Befektetési Zrt. elnöke leghosszabb ideig Gereben András volt (1975-2022), őt Szécsényi Bálint követte az elnöki pozícióban 2022-ben, aki egyben a társaság vezérigazgatója is. Gereben András tragikus hirtelenséggel hunyt el 2022-ben szívelégtelenségben, munkájának eredményeként fontos vállalatfinanszírozási projektek valósulhattak meg, vezetésével erősödött a legrégebbi magyar befektetési szolgáltató csoport. Az Equilor Befektetési Zrt. az elmúlt évtizedekben több tőkepiaci tranzakcióban vett részt az energetikai szektortól az ingatlanfejlesztésen át a biztosításig, a kockázati- és magántőke típusú tranzakcióktól a szindikált finanszírozáson keresztül a tőzsdei bevezetésekig, kötvénykibocsátásokig. Az Equilor a Budapesti Értéktőzsde árupiaci szekciójának is tagja.
Az Equilor Befektetési Zrt. 2006-ban alapította meg az Equilor Fine Art Kft-t, amely befektetési tanácsadással foglalkozik a művészetek, elsősorban a képző- és az iparművészetek területén.
A társaság 2012-ben alapította meg az Equilor Alapkezelő Zrt-t, mely 2022 óta az Equilor Befektetési Zrt-től független társaságként működik.
Az Equilor 2021 júniusában a Budapesti Értéktőzsdével közösen alakította át a tőzsde Áru Szekciójának szabályrendszerét azzal a céllal, hogy a hazai parkettet ismét a magyar és a régiós agrárvilág egyik központi szereplőjévé tegyék.
2022 nyarán a Gránit Bank 50 százalék plusz egy szavazatnyi tulajdonrészt szerzett az Equilor Befektetési Zrt-ben. A részesedésszerzést követően az Equilor neve, vezetése nem változott, azt továbbra is Szécsényi Bálint elnök-vezérigazgató, a Budapesti Értéktőzsde korábbi alelnöke irányítja.

## Tagságok
- Budapesti Értéktőzsde
- Prágai Értéktőzsde
- Varsói Értéktőzsde
- Magyar Kockázati és Magántőke Egyesület
- Befektető-védelmi Alap

## Díjak
- 2010 Az év csapata – Budapesti Értéktőzsde (BÉT Legek)
- 2011-től folyamatosan Magyar Brands
- 2011 Az év tőzsdei hitelpapír kibocsátás szervezője – Budapesti Értéktőzsde (BÉT Legek)
- 2015 Az év befektetési szolgáltatója – Budapesti Értéktőzsde (BÉT Legek)
- 2021 Az év befektetési szolgáltatója – Budapesti Értéktőzsde (BÉT Legek)